# Aurélien Barrau
 (mars 2024).
Pour les articles homonymes, voir Barrau.
Aurélien Barrau, né le 19 mai 1973 à Neuilly-sur-Seine, est un astrophysicien et philosophe français.
Spécialisé en relativité générale, physique des trous noirs et cosmologie, il est directeur du Centre de physique théorique Grenoble-Alpes, au sein duquel il travaille au Laboratoire de physique subatomique et de cosmologie de Grenoble (IN2P3 / CNRS). Professeur à l'université Grenoble-Alpes, il est plus précisément renommé pour son travail sur la gravitation quantique à boucles.
Polymathe, il est par ailleurs docteur en philosophie, auteur de plusieurs livres de vulgarisation scientifique et militant écologiste favorable à la décroissance. Il a été l'époux de l'astrophysicienne Cécile Renault, décédée en 2021.

## Biographie

### Études
De 1990 à 1992, il étudie en classe préparatoire aux grandes écoles, Math-sup et Math-spé, au lycée Pasteur de Neuilly-sur-Seine. Il obtient son diplôme d'ingénieur à l'École nationale supérieure de physique de Grenoble (aujourd'hui fondue dans Grenoble INP-Phelma) en 1995, en étant major de promotion. Il obtient simultanément un diplôme d'études approfondies (DEA) en physique de la matière et du rayonnement (filière physique subatomique) de l'université Joseph-Fourier (Grenoble-I) en 1995 en étant à nouveau major de promotion. Il obtient son doctorat en astrophysique à l'université Joseph-Fourier en 1998 avec la mention très honorable et les félicitations du jury, sur le sujet « Astrophysique gamma de très haute énergie, étude du noyau actif de galaxie Mrk501 et implications cosmologiques », travail mené au LPNHE-Paris. Son habilitation à diriger des recherches (HDR) lui est délivrée en 2004 sur la thématique des trous noirs primordiaux.
Il obtient un autre doctorat, en philosophie, à l'université Paris-Sorbonne, soutenu en 2016 avec la mention très honorable et les félicitations du jury, portant sur « Anomies : une déconstruction de la dialectique de l’un et de l’ordre, entre Jacques Derrida et Nelson Goodman ». Le travail a été mené aux archives Husserl de l'École normale supérieure et dirigé par Marc Crépon.

### Activité scientifique
Aurélien Barrau travaille sur l'Univers primordial et la phénoménologie de la gravité quantique.
Il est membre — avec Roger Penrose et Lee Smolin — du conseil scientifique du centre Sami Maroun pour la gravitation quantique.
Il a été invité en tant que visiteur à l’Institute for Advanced Study (IAS) de Princeton, à l'Institut des hautes études scientifiques (IHES) de Bures-sur-Yvette et à l'Institut Périmètre de physique théorique (PI) au Canada.
Il a été membre du comité de direction du Centre de physique théorique de Grenoble-Alpes et du laboratoire d'excellence ENIGMASS, et responsable du master de physique subatomique et de cosmologie de Grenoble. Il est membre nommé du Comité national de la recherche scientifique (CoNRS), section physique théorique.

#### Travaux de recherche

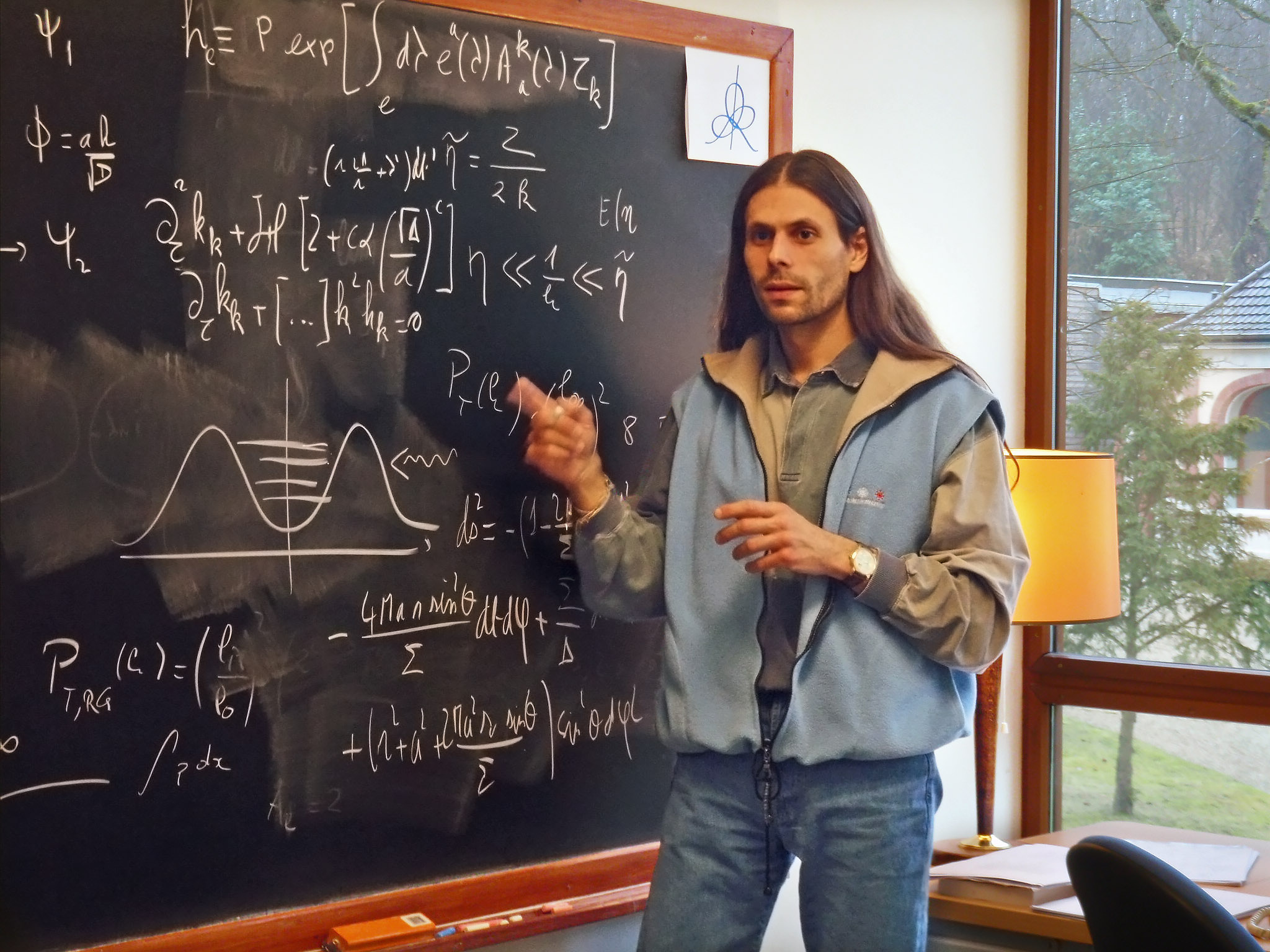
Aurélien Barrau à l'IHES en 2009.

Les activités expérimentales d'Aurélien Barrau ont porté sur l’astronomie gamma : il a étudié l’émission à très haute énergie des quasars — ou noyaux actifs de galaxies — et utilisé ces résultats, avec Jean-Loup Puget (responsable de l’expérience Planck), pour une mesure originale du fond diffus infrarouge venant des premières galaxies. Il s’est ensuite tourné vers l’expérience de recherche d’antimatière et de matière noire AMS, actuellement en fonctionnement sur la Station Spatiale Internationale ; puis vers le très grand télescope LSST destiné à la compréhension de l’énergie noire, dont il est responsable de l’étalonnage de la caméra.
Ses activités théoriques se sont portées sur les couplages entre les champs quantiques et les trous noirs. Il a montré que l’évaporation de Hawking des trous noirs gardait l’empreinte de l’existence éventuelle de dimensions supplémentaires ou d’une modification de la théorie gravitationnelle et a proposé de nouvelles manières de rechercher des trous noirs primordiaux. Il a également suggéré un scénario original de recherche d'effets de gravitation quantique « locale » avec les trous noirs. Dans le domaine de la cosmologie quantique, il a étudié les conséquences observationnelles, dans le rayonnement cosmologique fossile, des effets qui pourraient avoir eu lieu proche du Big Bang. Il a proposé — en particulier avec Martin Bojowald — un modèle de « Big Bounce », issu de la gravitation quantique à boucles, où le temps disparaîtrait à très haute densité et où la structure de l’espace-temps deviendrait euclidienne. Il travaille également, avec Carlo Rovelli, sur la possibilité que les trous noirs soient en réalité des objets en rebonds ou « étoiles de Planck ».
Il a suggéré des moyens nouveaux pour observer des phénomènes qui auraient eu lieu avant le Big-Bang grâce aux ondes gravitationnelles.
Il a émis différentes hypothèses originales sur le rôle de la constante cosmologique, la nature de la matière noire et l'interprétation de la mécanique quantique.
Il s'intéresse aux extensions de la théorie quantique des champs, notamment en présence de gravitation.
Il contribue également à l'étude des tests cosmologiques de la théorie des cordes. En particulier, il a montré que la prochaine génération d'observatoires pourraient permettre d'établir que la dynamique de l'Univers se trouve dans le marécage.
Il a proposé un modèle de « rebond de courbure » pour expliquer l’origine de l’Univers sans nouvelle physique et sans singularité . Cette hypothèse pourrait laisser des traces visibles dans le rayonnement fossile.
Il contribue aussi au calcul des ondes gravitationnelles émises par des systèmes binaires de trous noirs légers ou par des lasers polarisés, en collaboration avec l’Université d'Oxford au Royaume-Uni.

### Art
Aurélien Barrau interagit également avec des artistes, écrivains et cinéastes, notamment Michelangelo Pistoletto (dans le cadre d’une rencontre au musée du Louvre), Olafur Eliasson (dans le cadre du Palais d'hiver de Vienne), Hélène Cixous (dans le cadre de la Maison de la poésie) et Claire Denis (dans le cadre du long métrage High Life pour lequel il a été consultant),.
Il est membre du comité de rédaction de la revue de poésie Hors sol, de la revue culturelle Diacritik, ainsi que président d’honneur de Formes élémentaires, association qui a pour but l'élaboration d'expositions d'art contemporain en dialogue avec les sciences.
Collaborant avec le poète Mathieu Brosseau et l'écrivaine et philosophe Véronique Bergen, il a publié Variations sur l'animal central où il propose une vision poétique de l'animalité au sens large.
En 2020, il écrit un ouvrage exclusivement poétique, Météorites.

### Philosophie
Titulaire d'un doctorat de philosophie, Aurélien Barrau a collaboré avec Jean-Luc Nancy sur le concept de mondes multiples : notre univers ne serait éventuellement qu'une fraction d'un vaste « multivers ». Selon lui, ce concept a traversé toute l’histoire de la philosophie mais « fait depuis peu effraction dans le champ de la physique théorique ». Il estime que différents univers avec des lois de la physique différentes sont envisageables. Il déclare par ailleurs : « C'est une idée vertigineuse de réinterpréter notre univers tout entier comme un îlot dérisoire dans un immense méta-monde indéfiniment vaste et diversifié. »
Il a travaillé sur la métaphysique de la vérité et a publié une synthèse dans l'ouvrage Chaos multiples. Il met en rapport le travail de Jacques Derrida avec la philosophie de Nelson Goodman.
Il s'intéresse à la déconstruction d'un certain scientisme naïf, sans verser dans le relativisme nihiliste. C'est la thèse développée dans La Vérité dans les sciences.

### Vulgarisation
Auteur de plusieurs livres de vulgarisation scientifique, il donne régulièrement des conférences publiques de vulgarisation d'astronomie et cosmologie, et intervient à la télévision et à la radio (notamment sur France Culture et France Inter).
Il participe à de nombreux articles dans la presse grand public (Le Monde, Libération, Le Monde diplomatique, Le Figaro, L'Humanité, Ciel et Espace, Science et Vie, Sciences et Avenir…). En septembre 2019, par exemple, il prend part au numéro spécial « Espace et Cinéma » de la revue cinématographique La Septième Obsession, en définissant de nombreux termes scientifiques pour comprendre l'espace, pour un public pas nécessairement averti, avec des mots comme « univers », « galaxie », « planète », « trou de ver », « trou noir », etc.

## Engagements politiques
Aurélien Barrau est engagé sur les questions d'écologie politique. Il a notamment lancé avec l'actrice Juliette Binoche un appel intitulé « Le plus grand défi de l'histoire de l'humanité » signé par plus de 200 personnalités, dans le journal Le Monde en septembre 2018 à la suite de la démission du ministre de l'écologie Nicolas Hulot. Cette tribune soutient qu'il faut une action politique ferme et immédiate face au changement climatique.
Il poursuit son action en faveur de l'écologie en faisant le tour des plateaux de télévision, où il affirme que la « situation est dramatique » et parle de « crash du système planète Terre ».
Dans le cadre du festival Climax organisé à Bordeaux du 6 au 9 septembre 2018, lors de la conférence intitulée « Quel nouveau contrat social avec le vivant ? », il transforme son intervention en tribune politique « parce que face à l’urgence, on n’a plus le choix » et réitère son appel à un changement sociétal pour préserver la vie et la planète.
En mai 2019, il publie le livre Le plus grand défi de l'histoire de l'humanité. Selon lui, l'état d'urgence écologique s'appuie sur des phénomènes déjà en cours. Il cite la baisse des populations d'animaux sauvages, 60 % en moins depuis quarante ans, et la chute des deux tiers de la biomasse dans la branche du vivant qui comporte le plus d'individus et d'espèces. Il relie cela à la disparition des espaces naturels, la pollution et la prédation humaine et ajoute que le réchauffement climatique deviendra un facteur aggravant. Il estime qu'il existe un gouffre entre les promesses des pouvoirs publics et la réalité des mesures concrètes mises en œuvre : « N'ayons pas l’impression qu’il faut accélérer l’effort. Il faut le commencer. Nous n’avons rien fait pour le moment. Chaque année est pire que la précédente ».
Il critique la « religion de la croissance » du PIB, un indicateur qui est, selon lui, « directement proportionnel au désastre écologique ». Il estime que le problème est avant tout systémique mais que beaucoup peut aussi être fait à l'échelle individuelle, par exemple en ne consommant plus de viande ou en se déplaçant moins. Se tenant en retrait de la mouvance collapsologiste, qu'il dit respecter pourtant, il ne croit pas à un effondrement spectaculaire et brutal. Il propose ainsi d'adopter un modèle de société « raisonnable et révolutionnaire » basé sur la remise en cause de la vision hégémoniste occidentale pour, selon lui, parvenir à relever les défis du XXIe siècle.
Aurélien Barrau s'engage concrètement aux côtés d'intellectuels comme Bruno Latour et Gaël Giraud et dit plaider pour un « activisme fractal, des micro-résistances disséminées », tout le monde devant utiliser ses propres armes.

## Point de vue sur la civilisation
Aurélien Barrau aborde les questions environnementales et écologiques à travers la philosophie, l’anthropologie ainsi que la sociologie.
Son crédo essentiel, développé en particulier dans son livre « L'hypothèse K. », consiste à poser la question : pourquoi essayer de rendre durable un monde qui n’est pas même souhaitable ? Il argumente que c’est non seulement impossible mais également inepte.
Il aime remettre en question l’usage de termes couramment employés pour parler de ces sujets tel que l’"écologie" et l’"environnement". Il appelle à un ré-enchantement de la condition humaine.

« Le terme « biodiversité » est pauvre et froid. C'est du merveilleux, du magique, du miraculeux qu'il faudrait parler ! Chaque espèce, chaque individu, présente des spécificités uniques et sublimes pour peu qu'on sache les observer avec un minimum de distance égo-anthropo-centrique. C'est ce regard qu'il faut urgemment construire. Il n'a rien de la répétition nostalgique d'un passé fantasmé. ».

Il estime qu’il faut aller très au-delà des « petits gestes ». Et très au-delà de la seule « prise de conscience » politique. Il faudrait, selon lui, redéfinir le sens de ce qui reste du monde : le sens de nos attentes, de nos plaisirs, de nos symboles.

« Évidemment, la connaissance, l'art, la science, l'amour… peuvent croître sans frein ! Mais l'exploitation mortifère d'une nature confondue avec une ressource, non ».

Aurélien Barrau partage ses convictions en écrivant des livres, des articles, en intervenant auprès des étudiants de grandes écoles, et du grand public lors de conférences ensuite rediffusées sur sa chaîne Youtube.
Il se tient à distance des médias en se contentant de rares interventions limitées aux cas où il estime avoir « quelque chose de vraiment nouveau à dire » afin de demeurer cohérent avec son souhait de ne pas « alimenter l’ogre » qu’il récuse par ailleurs.

## Vie privée
Il a été marié avec l'astrophysicienne Cécile Renault,, décédée le 5 avril 2021 dans un accident de voiture.

## Publications
- Aurélien Barrau (dir.), Daniel Parrochia (dir.), Julien Lescourges, Jean-Pierre Luminet, Sylvie Vauclair et al., Forme et origine de l'univers : regards philosophiques sur la cosmologie, Paris, Dunod, coll. « UniverSciences », 2010, 409 p. (ISBN 978-2-10-054783-8, BNF 42251584).
- Aurélien Barrau, Patrick Gyger, Max Kistler et Jean-Philippe Uzan, Multivers mondes possibles de l'astrophysique, de la philosophie et de l'imaginaire, Montreuil, la Ville brûle, coll. « 360 », 2010, 255 p. (ISBN 978-2-36012-013-0, OCLC 708383490, BNF 42321719).
- Aurélien Barrau et Jean-Luc Nancy, Dans quels mondes vivons-nous, Paris, Galilée, coll. « La philosophie en effet », 2011, 152 p. (ISBN 978-2-7186-0853-2 et 2-718-60853-6, OCLC 755062353).
- Aurélien Barrau et Julien Grain, Relativité générale cours et exercices corrigés, Paris, Dunod, coll. « Sciences sup », 2011, 211 p. (ISBN 978-2-10-056316-6 et 2-100-56316-5, OCLC 801054842).
- Aurélien Barrau et al., Variations sur un même ciel, Montreuil, la Ville brûle, coll. « Infinie », 2012, 350 p. (ISBN 978-2-36012-031-4, BNF 42781117).
- Aurélien Barrau, Big bang et au-delà : balade en cosmologie, Paris, Dunod, coll. « Quai des sciences », 2013, 149 p. (ISBN 978-2-10-058916-6 et 2-100-58916-4, OCLC 847557055, BNF 43547724).
- Aurélien Barrau, Des univers multiples : à l'aube d'une nouvelle cosmologie, Paris, Dunod, coll. « Quai des sciences », 2014, 164 p. (ISBN 978-2-10-071712-5 et 2-100-71712-X, OCLC 893858556, BNF 43904212).
- Aurélien Barrau, De la vérité dans les sciences, Paris, Dunod, 2016, 96 p. (ISBN 978-2-10-074660-6 et 2-10074660-X).
- Aurélien Barrau, Au cœur des trous noirs, Paris, Dunod, 2017, 151 p. (ISBN 978-2-10-074849-5).
- Aurélien Barrau, Chaos multiples : Derrida et Goodman face à l'ordre et à l'un, Paris, Galilée, 2017, 392 p. (ISBN 978-2-7186-0959-1).
- Aurélien Barrau, Véronique Bergen et Mathieu Brosseau, Variations sur l'animal central : essai poétique et philosophique, Bruxelles, La Lettre Volée, 2018, 80 p. (ISBN 978-2-87317-506-1).
- Aurélien Barrau et Louis Schweitzer, L'animal est-il un homme comme les autres ? : les droits des animaux en question, Paris, Dunod, 2018, 144 p. (ISBN 978-2-10-076607-9).
- Aurélien Barrau, Le plus grand défi de l'histoire de l'humanité : Face à la catastrophe écologique et sociale, éditions Michel Lafon, 2019, 213 p. (ISBN 978-2-7499-4058-8).
- Aurélien Barrau, Météorites : Poésie, Neuilly-sur-Seine, Michel Lafon, 2020, 163 p. (ISBN 978-2-74-994495-1).
- Aurélien Barrau, Il faut une révolution politique, poétique et philosophique : Entretien par Carole Guilbaud, Paris, Zulma, coll. « Les Apuléennes », 2022, 32 p. (ISBN 9791038701298).
- Aurélien Barrau, Anomalies cosmiques : La science face à l'étrange, Dunod, 2022, 208 p. (EAN 9782100836208)
- Aurélien Barrau, L’hypothèse K. : La science face à la catastrophe écologique, Grasset, 2023, 224 p.

## Prix et distinctions scientifiques
- 2006 : Prix international Bogoliubov de physique théorique (young scientist)[46],[47]
- 2009 : Membre junior de l'Institut universitaire de France (IUF)[48]
- 2010 : Médaille de l'université Joseph-Fourier
- 2012 : Prix Thibaud de l'Académie des sciences, belles-lettres et arts de Lyon, remis par Cédric Villani, médaille Fields de mathématiques[49]
- 2016 : Nommé membre de rang A du comité national du CNRS - section physique théorique
- 2023 : Docteur honoris causa de l'université de Liège[50].

## Hommage
L'astéroïde (177866) Barrau est nommé en son honneur.